# Mai Surrow

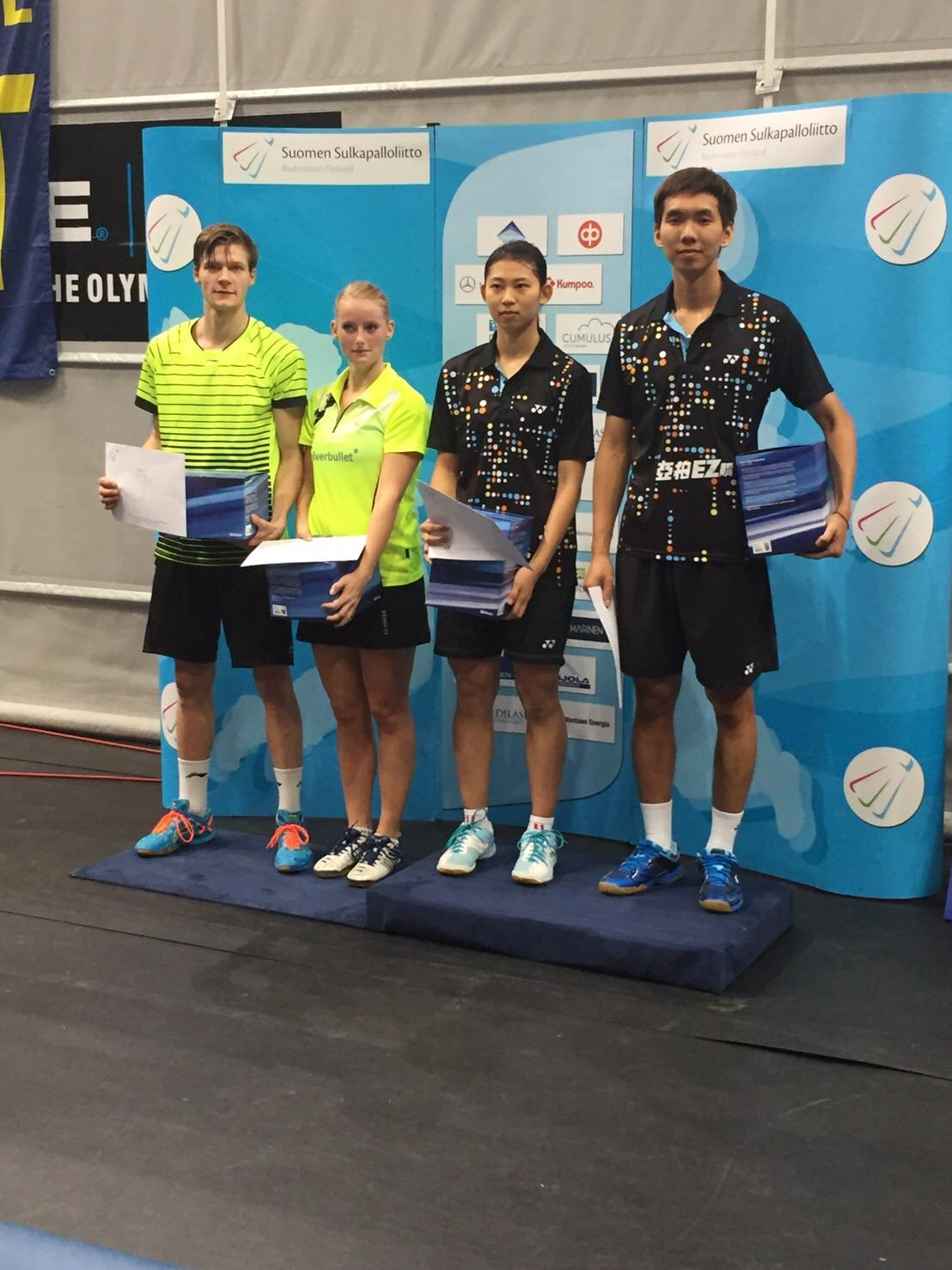
Mai Surrow (2. v. l.), 2017

Mai Surrow (* 18. September 1992) ist eine dänische Badmintonspielerin. 

## Karriere
Mai Surrow belegte bei den Norwegian International 2013 und den Romanian International 2014 jeweils Rang drei. Bei den Portugal International 2014 und den Croatian International 2014 wurde sie Zweite. Bei den Slovenia International 2014 stand sie ganz oben auf dem Treppchen.